# Monforte d'Alba
Monforte d'Alba é uma comuna italiana da região do Piemonte, província de Cuneo, com cerca de 1.917 habitantes. Estende-se por uma área de 25 km², tendo uma densidade populacional de 77 hab/km². Faz fronteira com Barolo, Castiglione Falletto, Dogliani, Monchiero, Novello, Roddino, Serralunga d'Alba.

## Demografia
| Variação demográfica do município entre 1861 e 2011                               |
|                                                                                   |
| Fonte: Istituto Nazionale di Statistica (ISTAT) - Elaboração gráfica da Wikipedia |